# Chrysocraspeda mitigata
Chrysocraspeda mitigata är en fjärilsart som beskrevs av Walker 1861. Chrysocraspeda mitigata ingår i släktet Chrysocraspeda och familjen mätare. Inga underarter finns listade i Catalogue of Life.